# 2023년 하계 스페셜 올림픽
제16회 하계 스페셜 올림픽 세계 대회는 2023년 6월 16일부터 6월 25일까지 독일 베를린에서 열릴 스페셜 올림픽이다.